# Kopfplatzen
Kopfplatzen ist ein Filmdrama des deutsch-türkischen Regisseurs Savaş Ceviz, das im Oktober 2019 beim São Paulo International Film Festival seine Weltpremiere feierte und am 20. August 2020 in die deutschen Kinos kam.
Der Film erzählt die Geschichte des pädophil veranlagten Architekten Markus, gespielt von Max Riemelt. Als er sich in eine Frau verliebt, die einen kleinen Sohn hat, befürchtet er seine Neigungen nicht länger kontrollieren zu können.

## Handlung
„Was aus Liebe getan wird, geschieht immer jenseits von Gut und Böse.“

Markus ist 29 Jahre alt, gutaussehend, aber trotzdem Single und ein angesehener Architekt. Niemand in seinem Umfeld ahnt, dass er pädosexuelle Neigungen hat. Die Körper von kleinen Jungs erregen ihn. Er hasst sich für seine Gedanken und muss jeden Tag gegen sein Verlangen ankämpfen. 
Als die alleinerziehende Mutter Jessica in die Wohnung nebenan zieht, verliebt sie sich in den netten neuen Nachbarn. Ihr 8-jähriger Sohn Arthur mag Markus von Anfang an. Markus, der manchmal auf den Jungen aufpasst und dann mit ihm alleine ist, bemerkt, dass er sein Verlangen nicht mehr lange unter Kontrolle halten kann.

## Hintergrund
„Pädosexualität liegt derart außerhalb des Normgefüges, dass ein „Outing“ keine Option darstellt.“

Ende 2015 berichtete das Nachrichtenmagazin Der Spiegel über eine Befragung, die Wissenschaftler mit insgesamt 28.000 Probanden durchgeführt hatten. Danach hatte jeder 20. Mann in seinem Leben mindestens eine pädophile, also auf Kinder gerichtete, sexuelle Fantasie. Sexuelle Fantasien mit Kindern sind Medizinern zufolge jedoch noch lang nicht gleichzusetzen mit Pädophilie. Erst wenn der Betroffene den Drang verspüre, solche Fantasien in die Realität umzusetzen, spreche man davon.

## Produktion

### Stab und Filmförderung
Regie führte Savaş Ceviz, der auch das Drehbuch und gemeinsam mit Jens Südkamp die Filmmusik schrieb und zusammen mit Frank Brummundt als Filmeditor fungierte. Savaş hatte sich in Vorbereitung auf den Film intensiv mit dem Projekt „Kein Täter werden“ der Berliner Charité auseinandergesetzt, bei dem pädophilen Menschen therapeutisch geholfen werden soll, nicht zu Tätern zu werden.
Die Beauftragte der Bundesregierung für Kultur und Medien gewährte eine Drehbuchförderung in Höhe von 30.000 Euro, zudem erhielt Kopfplatzen Produktionsförderungen von der MfG Medien- und Filmgesellschaft Baden-Württemberg in Höhe von insgesamt 800.000 Euro.

### Besetzung und Dreharbeiten

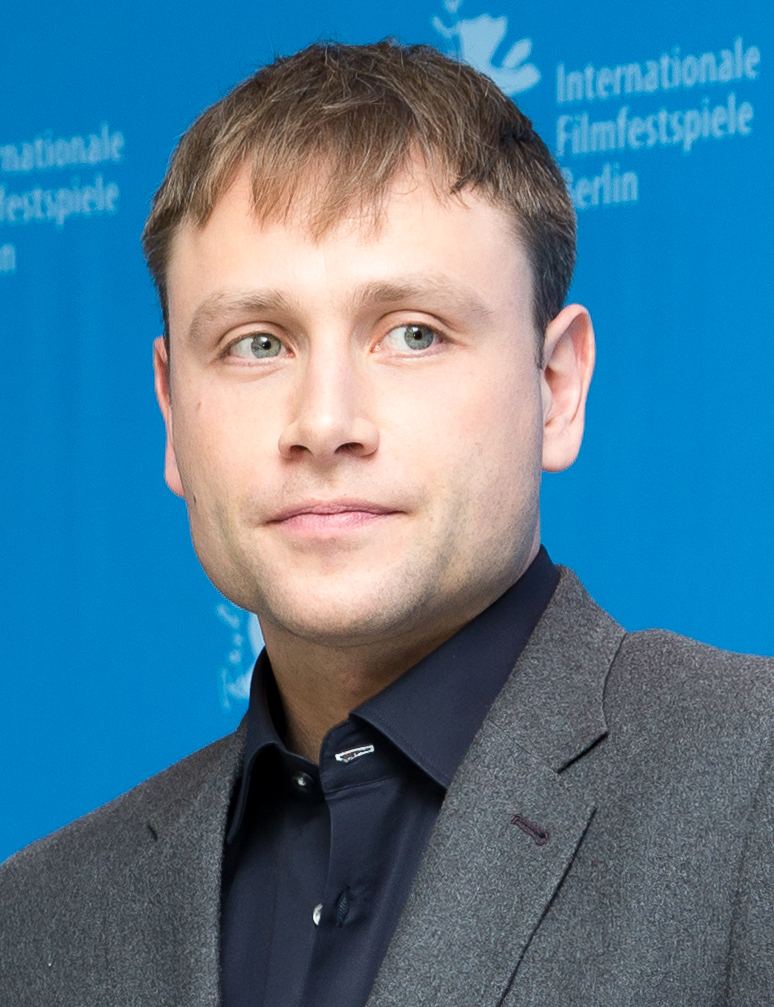
Max Riemelt spielt im Film den Pädophilen Markus

Max Riemelt übernahm die Rolle von Markus, Isabell Gerschke spielt seine neue Nachbarin und Freundin Jessica und Oskar Netzel ihren Sohn Arthur. Riemelt sagte zu seiner Bereitschaft, diese Rolle zu übernehmen, als Kinofilm habe er sich die Thematik anfangs gar nicht vorstellen können, geschweige denn die Hauptfigur zu spielen, auch weil er selbst Vater ist. Es habe ein paar Wochen gedauert, bis er sich mit dem Gedanken anfreunden konnte; es habe danach aber immer wieder Phasen gegeben, in denen er sich unsicher war. Betroffene habe er in Vorbereitung auf seine Rolle nicht getroffen, stattdessen habe ihm Savaş Videos gezeigt von Menschen, die im Internet anonym darüber sprechen.
Riemelt ging es bei dem Projekt nach eigenen Aussagen darum, eine Person zu spielen, die durch ihre Veranlagung total isoliert ist und der es auch durch die gesellschaftliche Tabuisierung des Themas und die damit verbundene Ausgrenzung schwerfällt, sich zu öffnen, Hilfe zu suchen und zu erhalten. Die Schwierigkeit habe dabei vor allem darin bestanden, die Figur so zu gestalten, dass sie nicht von vornherein unsympathisch wirkt, und dadurch eine Brücke zu bauen, die es dem Zuschauer erlaubt, sich mit den Fakten auseinanderzusetzen, ohne direkt zu urteilen, so Riemelt. Über die Vorbereitung von Oskar Netzel auf die Rolle von Arthur sagt Riemelt, dieser habe neben seiner schauspielerischen Begabung auch das Verständnis mitgebracht, um diese Rolle zu übernehmen: „Seine Eltern haben ihn gut auf das Thema vorbereitet, begleitet und beschützt.“
Die Dreharbeiten fanden von 14. November bis 22. November 2017 in Karlsruhe statt. Als Kamerafrau fungierte Anne Bolick. Das Szenenbild stammt von Uli Friedrichs und Madeleine Schleich. Joachim Hentschel von der Süddeutschen Zeitung erklärt zu einer Szene, in der Oskar Netzel zum Kameramann wird, als Arthur im Schwimmbad die Kamera nimmt, mit der Markus eben ein paar unschuldig wirkende, im Kern sehnsüchtige Bilder von ihm gemacht hat: „Das Kind ist am Auslöser, es fotografiert zurück. Wird vom Objekt zum Subjekt, vom Gesehenen zum Sehenden.“

### Veröffentlichung
Eine erste Vorstellung erfolgte am 18. Oktober 2019 beim São Paulo International Film Festival. Am 24. Oktober 2019 erfolgte im Rahmen der Hofer Filmtage die Deutschlandpremiere. Im November 2019 wurde er beim Braunschweig International Film Festival in der Reihe Neue Deutsche Filme vorgestellt.
Der Film sollte ursprünglich am 2. April 2020 in die deutschen Kinos kommen, der Start wurde aber wegen der Coronavirus-Pandemie auf unbestimmte Zeit verschoben. Anfang April 2020 wurde Kopfplatzen ersatzweise als erste reine Online-Premiere des Filmverleihs Salzgeber auf der Streamingplattform Salzgeber Club veröffentlicht. Der neue Starttermin in Deutschland war der 20. August 2020.

## Rezeption

### Altersfreigabe und Kritiken
In Deutschland wurde der Film von der FSK ab 16 Jahren freigegeben. In der Freigabebegründung heißt es, der Film sei in einem ruhigen, realistischen Stil inszeniert und habe eine eindringliche Atmosphäre. Die pädophile Hauptfigur werde dabei nicht als „Monster“ dargestellt, sondern als Täter und Opfer zugleich. Jugendliche ab 16 Jahren seien problemlos fähig, diese zweiseitige Darstellung nachzuvollziehen, und könnten das Verhalten der Hauptfigur und seine tragische Entwicklung mit emotionaler Distanz betrachten und angemessen verarbeiten.
Jens Balkenborg von epd Film schreibt, Kopfplatzen habe viel gemein mit Shame, Steve McQueens nüchtern-intensiver Charakterstudie eines Sexsüchtigen. Wie der englische Regisseur baue auch Savaş Ceviz nicht auf ausgestellte Drastik, sondern auf psychologische Beklemmung: „Er nimmt uns mit hinein in den Kopf des pädosexuellen Markus, lässt uns mit dessen Augen die Welt sehen.“ Der Film stilisiere Markus allerdings niemals zum Monster, aber auch wenn man ihm nahe komme, bleibe er einem doch fern. Max Riemelt spiele diese schwierige Rolle mit minimalistischer Bravour als den schweigsamen Wolf und eine tragische, zerrissene Persönlichkeit. Es sei eine Gratwanderung zwischen Einfühlung und Problematisierung, die Ceviz konsequent gelinge, und dass Kopfplatzen sein Langfilmdebüt ist, möchte man kaum glauben, so Balkenborg.
Ulrich Kriest vom Filmdienst erklärt, so entstehe eine Tragik, die umso berührender sei, als der Film seinen Protagonisten weder dämonisiert noch entlastet. All dies wäre in seiner Doppelbödigkeit schon spannend genug, doch die Art und Weise, wie Riemelt buchstäblich jede Bewegung und jeden Blick im Wissen um eine unsichtbare Grenze, in deren Nähe er nicht kommen darf, für sich selbst und nach außen hin wägt, mache Kopfplatzen zur Sensation, so Kriest. In Erinnerung an den großen, theaterhaften Auftritt von Peter Lorre in M – Eine Stadt sucht einen Mörder gelinge Riemelt das Kunststück, seine Anspannung, seine Verzweiflung und seine Ohnmacht mit feinsten Nuancen nach innen zu spielen.
Die Filmkritikerin Antje Wessels schreibt, ganz besonders in Erinnerung bleibe ein Gespräch zwischen Markus und einem Psychologen, der seinen Patienten darüber aufklärt, dass seine Neigungen bis an sein Lebensende nicht verschwinden werden, er könne nur für ihn gefährliche Situationen und Momente vermeiden. Als Arthurs Mutter hinter die Neigungen ihres neuen Freundes steigt, verurteile sie ihn automatisch, obwohl er bislang absolut nichts mit ihrem Sohn angestellt hat. Doch bevor die Macher Gefahr liefen, ihren Film als zu versöhnlich, zu sehr auf Seiten der Täter argumentierend anzulegen, streuten sie auch immer wieder Momente ein, in denen klar werde, was für eine Gefahr von Markus und damit stellvertretend von Pädophilen ausgeht, so Wessels. Bei seinen regelmäßigen Besuchen in Schwimmbädern werde Markus von Anfang an als tickende Zeitbombe eingeführt, womit Savaş Ceviz gekonnt den Fehler, falsche Sympathien für seine Hauptfigur zu schüren, umgehe. Dennoch stelle er ihn nicht als Täter bloß, sondern betone die dringende Notwendigkeit, sich als Pädophiler in eine notwendige Behandlung zu begeben.

### Auszeichnungen
São Paulo International Film Festival 2019
- Nominierung im New Directors Competition

Biberacher Filmfestspiele 2019
- Auszeichnung als bester Debütspielfilm (Savaş Ceviz)